# Hanyin Chengguanzhen (häradshuvudort i Kina, Shaanxi, lat 32,89, long 108,50)
Hanyin Chengguanzhen (kinesiska: 汉阴城关镇, 汉阴县) är en häradshuvudort i Kina. Den ligger i provinsen Shaanxi, i den nordvästra delen av landet, omkring 160 kilometer söder om provinshuvudstaden Xi'an. Antalet invånare är 246 147. Befolkningen består av 115 425 kvinnor och 130 722 män. Barn under 15 år utgör 18,0 %, vuxna 15-64 år 72 %, och äldre över 65 år 9,0 %.
Runt Hanyin Chengguanzhen är det ganska tätbefolkat, med 192 invånare per kvadratkilometer. Det finns inga andra samhällen i närheten. Trakten runt Hanyin Chengguanzhen består till största delen av jordbruksmark.
Genomsnittlig årsnederbörd är 1 112 millimeter. Den regnigaste månaden är juli, med i genomsnitt 219 mm nederbörd, och den torraste är december, med 2 mm nederbörd.